# Orbitalreiniger
Ein Orbitalreiniger (auch Zielstrahlreiniger) ist ein um zwei Achsen rotierendes Reinigungsgerät, das zur Reinigung von Tanks und anderen Prozessbehältern eingesetzt wird.

## Funktion eines Orbitalreinigers

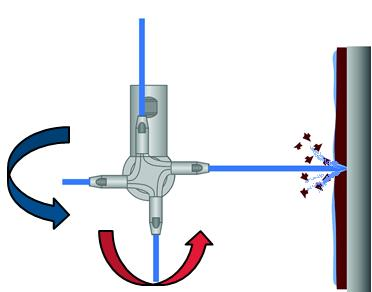
Funktionsweise eines Orbitalreinigers

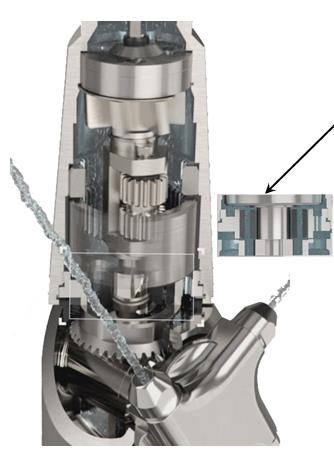
Aufbau eines Orbitalreinigers

Orbitalreiniger rotieren um die horizontale und vertikale Achse. Je nach Typ des Reinigers sind Orbitalreiniger mit zwei bis vier Rundstrahldüsen unterschiedlicher Längen und Durchmesser ausgestattet. Durch die Düsenform wird ein eng gebündelter Strahl erzeugt, der für eine intensive Bearbeitung der Tank- oder Behälterinnenfläche sorgt. Orbitalreiniger arbeiten nach dem Nieder-, Mittel- oder Hochdruckverfahren und können abhängig von Druck und Düsenform horizontale Wurfweiten von bis zu 15 Meter erreichen. Der Antrieb des Reinigers kann durch einen separaten Antrieb (wie bspw. ein Elektro- oder Pneumatikmotor) oder durch ein Strömungsgetriebe, das durch das Reinigungsmedium angetrieben wird, erfolgen. Weitere typische Bauteile eines Orbitalreinigers sind Düsenträger, Gehäuse, Einlass mit Turbine, Lager und das Kegelzahnrad. Durch das Kegelzahnradgetriebe wird das Strahlbild nach jeder Abwicklung der Rotation um einen definieren Winkel versetzt, sodass nach und nach ein immer enger werdendes 360° Netzmuster auf der Tankinnenwand erzeugt wird.
In hygienischen Anwendungen ist eine Drainagebohrung im unteren Bereich des Orbitalreinigers zur vollständigen Entleerung Voraussetzung.  Weiterhin sind die Reiniger mit einer Selbstreinigungsdüse ausgestattet.

## Anwendungsbeispiele

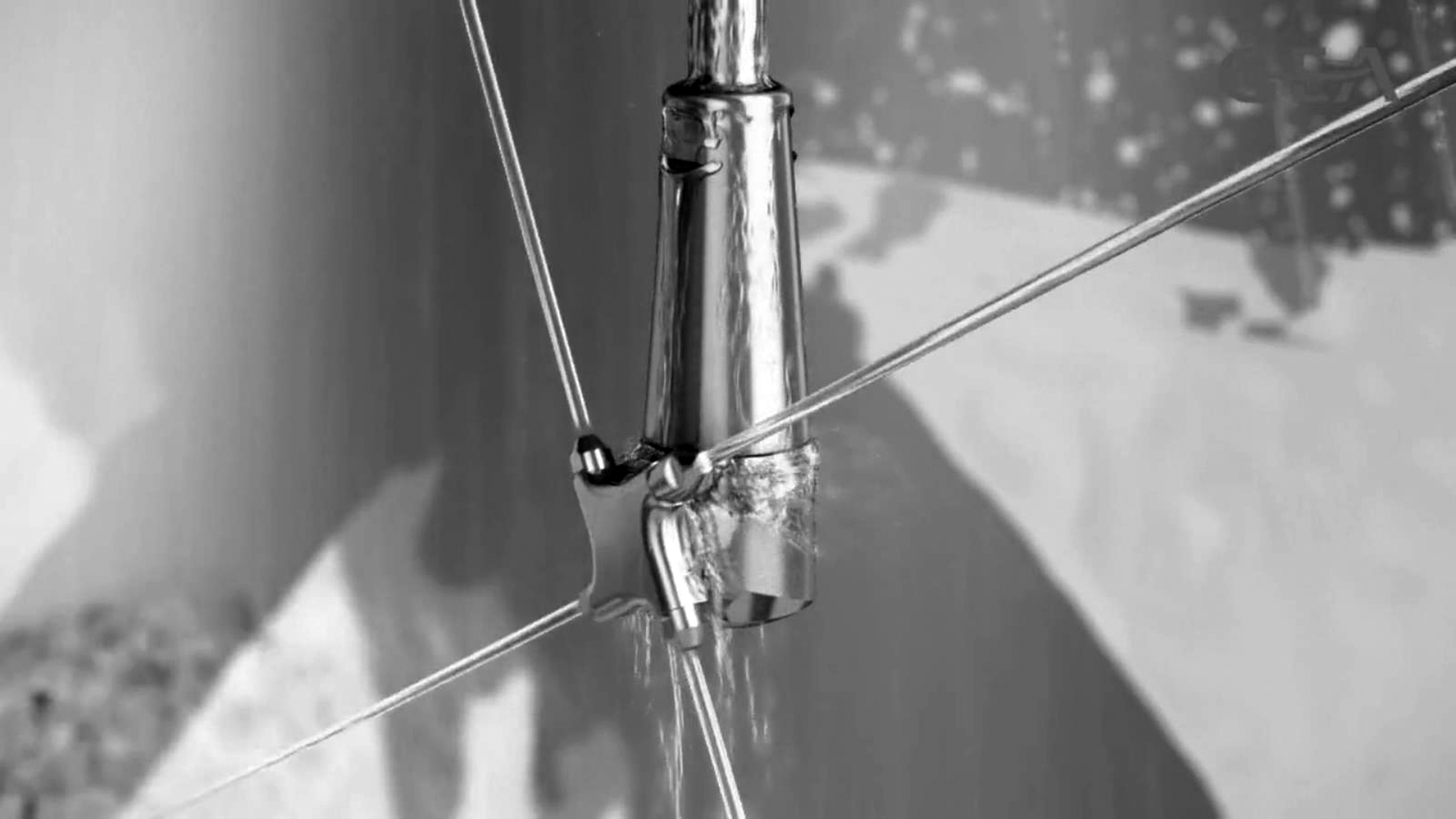
Orbitalreiniger mit Selbstreinigungsfunktion zur Anwendung im hygienischen Bereich

Abhängig vom Druck und der Düsenform können Orbitalreiniger horizontale Wurfweiten von bis zu 15 Meter erreichen. Sie eignen sich dadurch besonders für den Einsatz in Großtanks und Tanks mit komplexen Einbauten.  Durch den hohen Aufpralldruck auf der Tankwand ist es mit einem Orbitalreiniger auch möglich, besonders stark anhaftende oder schwer abzureinigende Produkte zu lösen.
Orbitalreiniger werden in unterschiedlichsten Industriebereichen eingesetzt, zum Beispiel:
- Getränke- und Nahrungsmittelindustrie, z. B. Fermentationstanks, Prozesstanks, Lagertanks
- Abwasserindustrie
- Petrochemie und Ölindustrie
- Farb- und Lackindustrie

Durch den geringen Durchfluss und die hohe Kraftwirkung des Reinigers können beim Einsatz eines Orbitalreinigers im Vergleich zu anderen Reinigungsprinzipien Kosten im Bereich Wasser- und Reinigungsmittelverbrauch sowie Energie (vgl. Sinnerscher Kreis) eingespart werden. Resultierend daraus ist ein zunehmender Einsatz von Orbitalreinigern in diversen Industrien erkennbar.